# Autosuggestione cosciente
Autosuggestione cosciente (La Maîtrise de soi-même par l'autosuggestion consciente) è un saggio di Émile Coué in cui descrive il metodo da lui perfezionato per la autosuggestione.
Questa tecnica consiste in un particolare tipo di meditazione che prevede la ripetizione di suoni, parole o frasi, tra le quali, la più citata fu "sotto ogni punto di vista, progredisco ogni giorno di più", con l'intenzione, come sostenne il fondatore di controllare i processi inconsci della mente e del corpo.

## Contenuti
Il metodo Coué era incentrato su una ripetizione routinaria di questa particolare espressione secondo un rituale specifico, preferibilmente fino a venti volte al giorno, e specialmente all'inizio e alla fine di ogni giornata. Quando gli è stato chiesto se si considerasse o meno un guaritore, Coué ha spesso affermato che
A differenza di una credenza comunemente diffusa che un la forte volontà cosciente costituisce la strada migliore per il successo, Coué sosteneva che curare alcuni dei nostri problemi richiede un cambiamento nel nostro pensiero inconscio, che può essere ottenuto solo usando la nostra immaginazione.
Pur sottolineando che non era principalmente un guaritore, ma uno che insegnava agli altri a guarire se stessi, Coué ha affermato di aver effettuato cambiamenti organici attraverso l'autosuggestione.

## Edizioni
- (FR) La Maîtrise de soi-même par l'autosuggestion consciente, 1920.
- Autosuggestione cosciente. Il metodo Coué, traduzione di Patrizia Di Nicola, Edizioni Mediterranee, 1922.